# Jimmy Driftwood
Jimmy Driftwood, nome d'arte di James Corbitt Morris e noto anche come Jimmie Driftwood (Mountain View, 20 giugno 1907 – Fayetteville, 12 luglio 1998), è stato un musicista e compositore statunitense.
È conosciuto per essere stato l'autore di due famose canzoni: "The Battle of New Orleans" (ispirata dalla battaglia di New Orleans del 1815) e "Tennessee Stud".
Ha imparato a suonare la chitarra acustica quando era ancora molto giovane, utilizzando gli strumenti appartenuti al nonno.
Ha iniziato a comporre quando era un insegnante, scrivendo canzoni per raccontare storie divertenti ai suoi studenti.